# Şeghāyesh
Şeghāyesh (persiska: صغایش) är en ort i Iran.   Den ligger i provinsen Östazarbaijan, i den nordvästra delen av landet, 500 km väster om huvudstaden Teheran. Şeghāyesh ligger 1 765 meter över havet och antalet invånare är 660.
Terrängen runt Şeghāyesh är lite bergig. Runt Şeghāyesh är det tätbefolkat, med 459 invånare per kvadratkilometer. Närmaste större samhälle är Āz̄arshahr, 11,3 km väster om Şeghāyesh. Trakten runt Şeghāyesh består i huvudsak av gräsmarker.